# Werner Dost

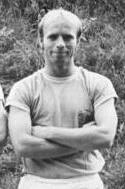
Werner Dost (1971)

Werner Dost (* 24. Oktober 1948; † 1. August 2004) ist ein ehemaliger deutscher Fußballspieler. In der DDR-Oberliga, der höchsten Spielklasse im DDR-Fußball, spielte er von 1970 bis 1974 für den FC Karl-Marx-Stadt. Dost war mehrfacher Juniorennationalspieler.

## Sportliche Laufbahn
Als Schüler spielte Werner Dost bei der Betriebssportgemeinschaft (BSG) Stahl im Karl-Marx-Städter Ortsteil Reichenhain. Als Juniorenspieler des FC Karl-Marx-Stadt wurde er 1966 in die DDR-Juniorennationalmannschaft berufen, mit der er bis 1967 acht Länderspiele bestritt. Dabei wurde er hauptsächlich als Abwehrspieler eingesetzt. Seine ersten Spiele in der DDR-Oberliga bestritt Dost in der Saison 1969/70, als er in der Rückrunde dreimal eingesetzt wurde. Anschließend stieg der FC Karl-Marx-Stadt in die DDR-Liga ab. Dort entwickelte sich Dost zum Stammspieler. Von den 30 ausgetragenen DDR-Liga-Spielen 1970/71 bestritt er 22 Partien, wobei ihm als Verteidiger vier Tore gelangen. Auch für die Oberligaspielzeit 1971/72 war Dost wieder als Verteidiger in der Stammelf vorgesehen, doch der neue Trainer Gerhard Hofmann zögerte zunächst und setzte ihn erst vom sechsten Spieltag an regelmäßig ein, auch mehrfach im Mittelfeld. Im letzten Spiel der Hinrunde verletzte sich Dost so schwer, dass er für den Rest der Saison nur noch drei Oberligaspiele bestreiten konnte. In den folgenden drei Spielzeiten kam er insgesamt nur noch auf zehn Oberligaeinsätze. Dagegen wurde er überwiegend in der zweiten Mannschaft eingesetzt, mit der er bis auf 1974/75 (Abstieg in die Bezirksliga) in der DDR-Liga spielte. Nachdem dem alle zweiten Mannschaften der Oberligateilnehmer 1976 in die Bezirksliga verbannt wurden, war die leistungssportliche Laufbahn von Werner Dost beendet. Innerhalb von sieben Spielzeiten erreichte er 28 Oberligaeinsätze mit zwei Toren sowie 61 Einsätze in der DDR-Liga mit dreizehn Toren.